# 黒科技
黒科技（hēi kējì）は、ブラックテクノロジー（Black Technology）の中国語訳で、ハイテクと基本的に同義である。

## 概要
中国では2011年より日常的に使用されはじめ、当初は中国国家言語文字活動委員会によれば日本のライトノベルを原作とした漫画・アニメである『フルメタル・パニック!』に登場する科学技術である「ブラックテクノロジー」に由来して、オーバーテクノロジーを指した。
技術革新に伴い、これらに官民の活用する様々な先端分野の技術体系の概念が加わるも、今日では、こういった体系に加えて、何らブレイクスルーになってないローテクの車輪の再発明を含めてこう呼ぶ。